# Maguan

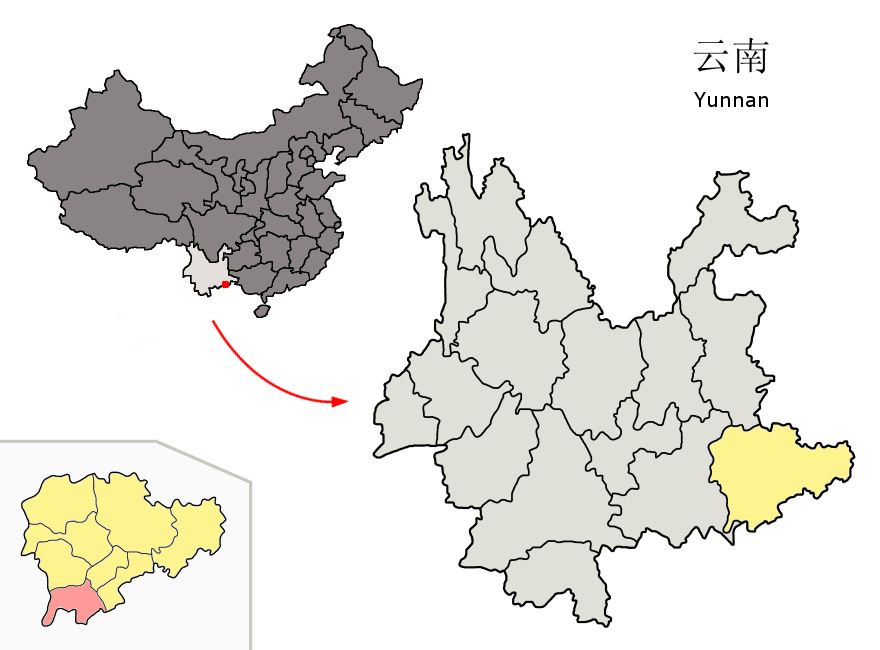
Lage des Kreises Maguan (rosa) in der bezirksfreien Stadt Wenshan (gelb)

Der Kreis Maguan (chinesisch 马关县, Pinyin Mǎguān Xiàn) ist ein Kreis des Autonomen Bezirks Wenshan der Zhuang und Miao im Südosten der chinesischen Provinz Yunnan. Sein Hauptort ist die Großgemeinde Mabai (马白镇). Der Kreis Maguan hat eine Fläche von 2.672 km² und zählt 318.704 Einwohner (Stand: Zensus 2020).

## Administrative Gliederung
Auf Gemeindeebene setzt sich der Kreis aus neun Großgemeinden und vier Gemeinden zusammen. Diese sind:
- Großgemeinde Mabai 马白镇
- Großgemeinde Mazhai 八寨镇
- Großgemeinde Renhe 仁和镇
- Großgemeinde Muchang 木厂镇
- Großgemeinde Jiahanqing 夹寒箐镇
- Großgemeinde Xiaobazi 小坝子镇
- Großgemeinde Dulong 都龙镇
- Großgemeinde Jinchang 金厂镇
- Großgemeinde Pojiao 坡脚镇

- Gemeinde Nanlao 南捞乡
- Gemeinde Dalishu 大栗树乡
- Gemeinde Miechang 篾厂乡
- Gemeinde Gulinqing 古林箐乡